# 鮑英
鮑英（1380年—？），字育之，江西南昌府南昌縣南隅四社人，明朝政治人物。進士出身。

## 生平
江西鄉試一百六十四名。永樂十年（1412年）壬辰科會試十一名，殿試登進士第二甲第七名。

## 家族
曾祖鮑子五。祖父鮑受卿。父亲鮑顯宗。